# Berg (Luxembourg)
Pour les articles homonymes, voir Berg.
Berg (luxembourgeois : Bierg) est une section de la commune luxembourgeoise de Betzdorf située dans le canton de Grevenmacher.
C'est le centre administratif de la commune.